# Franko Nakić
Franko Nakić (en grec moderne : Φράνκο Νάκιτς), né le 9 juin 1972, à Šibenik, en Yougoslavie, est un ancien joueur croate naturalisé grec de basket-ball. Il évolue au poste d'ailier.

## Palmarès
- Champion de Grèce 1993, 1994, 1995, 1996, 1997
- Coupe de Grèce 1994, 1997
- Champion d'Allemagne 1999
- Coupe d'Allemagne 1999
- Euroligue 1997